# Рядовка
Рядовка, Рядківка (Tricholoma) — рід грибів порядку агарикальні (Agaricales). Містить велику кількість видів, що ростуть по всьому світу зазвичай у лісах, оскільки утворюють симбіоз із деревами. Гриби рядківки досить часто ростуть рядками, що було взято за основу української назви грибів. Латинська назва Tricholoma походить від грецьких слів τριχος (волосся) та λωμα (кайма), проте лише кілька видів мають волохату шапинку, що відповідає цій назві (Tricholoma vaccinum).

## Будова
Спільними для рядківок є білий колір спорового порошку та прирослі до ніжки пластини. Інші характеристики роду видні лише під мікроскопом (наявність цистидів).

## Практичне використання
Деякі відомі їстівні гриби, що вирощуються в Азії та Америці, такі як мацутаке (Tricholoma matsutake) та «американський міцутаке» Tricholoma magnivelare, належать до роду рядківка. Деякі види рядківок отруйні: Tricholoma pardinum, Tricholoma tigrinum.
До Червоної книги України занесено два види: рядовка величезна Tricholoma colossus (Fr.) Quel. та рядовка опенькоподібна Tricholoma focale (Fr.) Ricken.

## Класифікація
Багато видів, що були спершу описані як рядківки, згодом були вилучені з роду. Станом на 2015 рік, у базі Index Fungorum нараховували 353 видів. Проте прицільного дослідження молекулярної філогенетики рядківок не було.

### Деякі види рядківок (рядовок)
- Tricholoma acerbum — Гірка рядовка
- Tricholoma aestuans
- Tricholoma albobrunneum
- Tricholoma album — Біла рядовка
- Tricholoma argyraceum
- Tricholoma atrosquamosum
- Tricholoma auratum — Золота рядовка
- Tricholoma bakamatsutake
- Tricholoma colossus — Рядовка величезна
- Tricholoma columbetta — Голубина рядовка
- Tricholoma equestre, (Tricholoma flavovirens) — Рядовка зелена
- Tricholoma focale — Рядовка опенькоподібна
- Tricholoma fulvum
- Tricholoma huronense
- Tricholoma imbricatum — Рядовка коричнева
- Tricholoma inamoenum
- Tricholoma magnivelare — «американський мацутаке»
- Tricholoma matsutake — Мацутаке
- Tricholoma mutabile
- Tricholoma myomyces
- Tricholoma nigrum
- Tricholoma orirubens — Рядовка червонувата
- Tricholoma pardinum, (Tricholoma tigrinum)— Рядовка тигриста отруйна
- Tricholoma pessundatum
- Tricholoma populinum — Рядовка тополева
- Tricholoma portentosum — Рядовка темно-сіра
- Tricholoma resplendens
- Tricholoma robustum — Рядовка червона
- Tricholoma saponaceum — Рядовка сіра, мильна поганка
- Tricholoma scalpturatum
- Tricholoma sejunctum
- Tricholoma squarrulosum
- Tricholoma sulphureum — Рядовка сірчана
- Tricholoma terreum — Рядовка наземна
- Tricholoma ustale — Рядовка палена
- Tricholoma ustaloides
- Tricholoma vaccinum — Рядовка луската
- Tricholoma venenatum
- Tricholoma virgatum — Рядовка попільна
- Tricholoma zangii

## Галерея

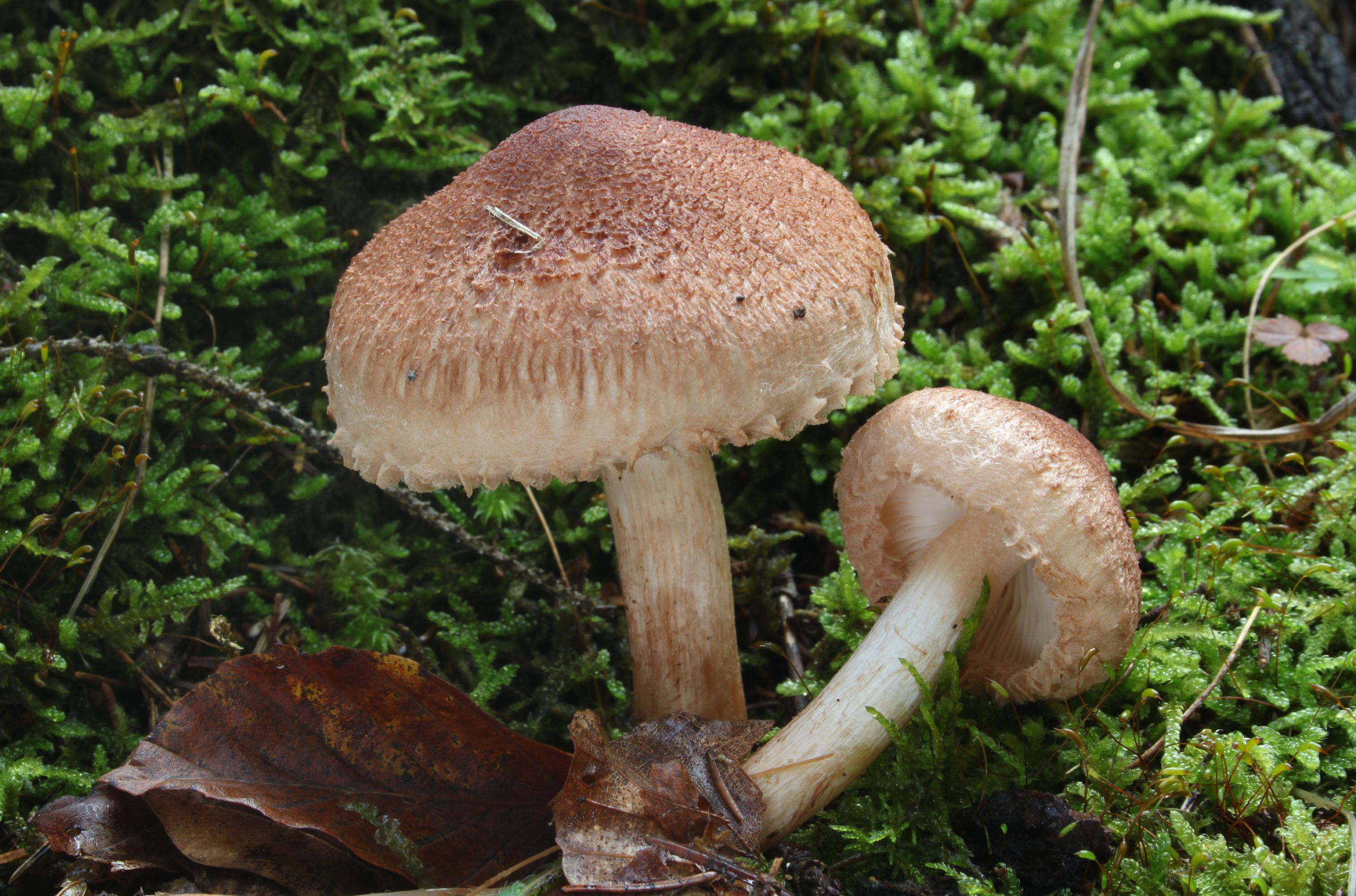
Tricholoma vaccinum
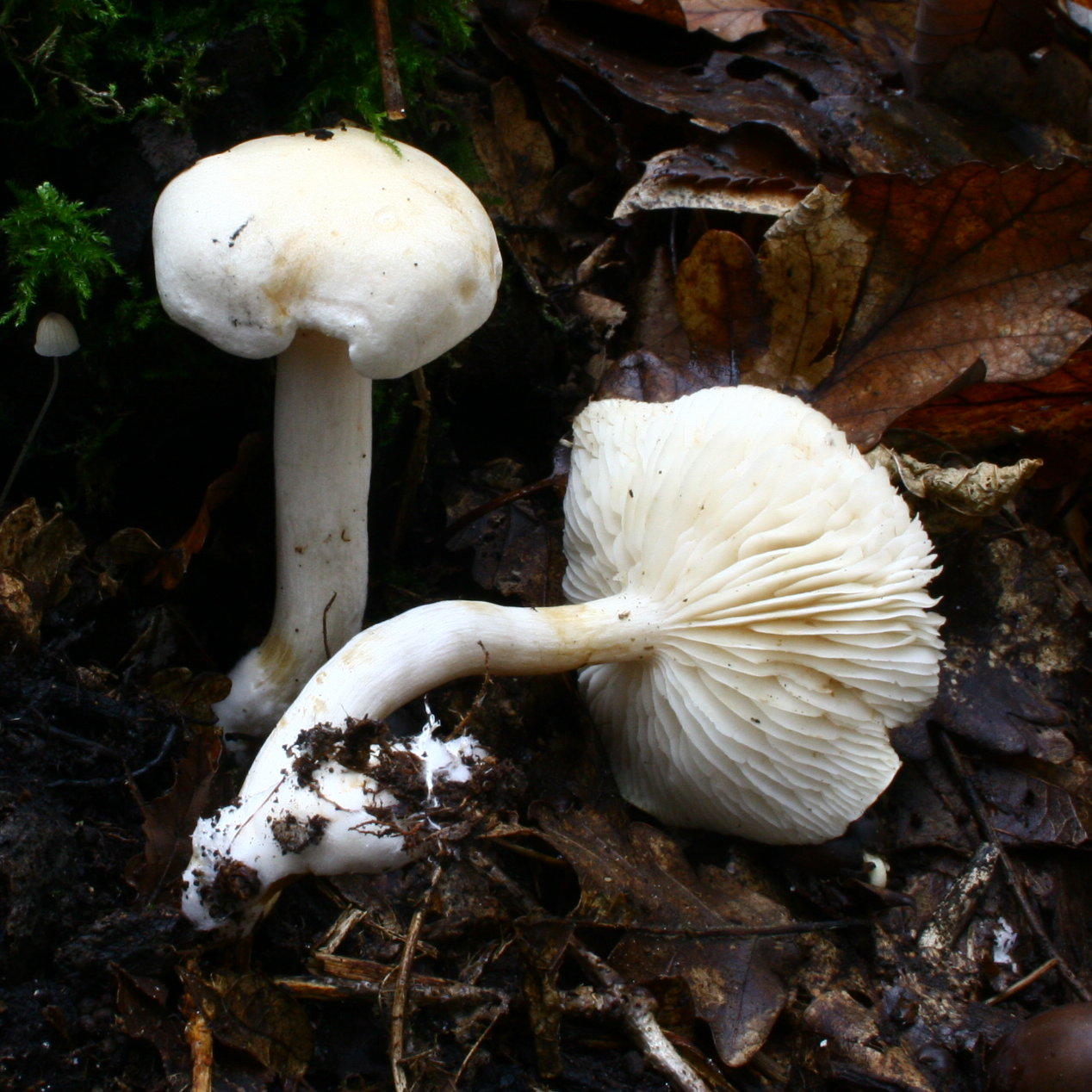
Tricholoma album
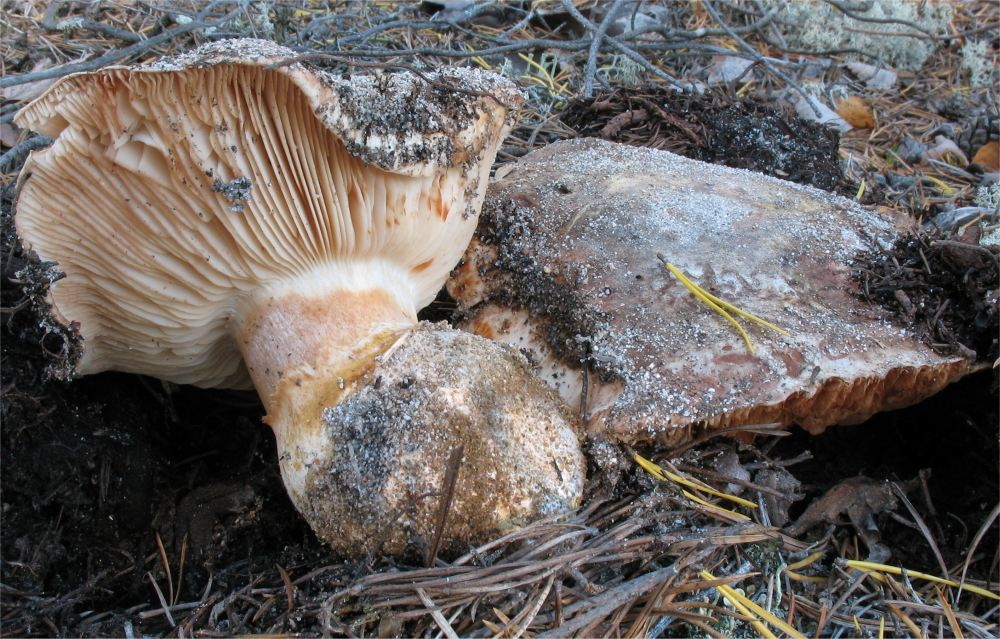
Tricholoma colossus
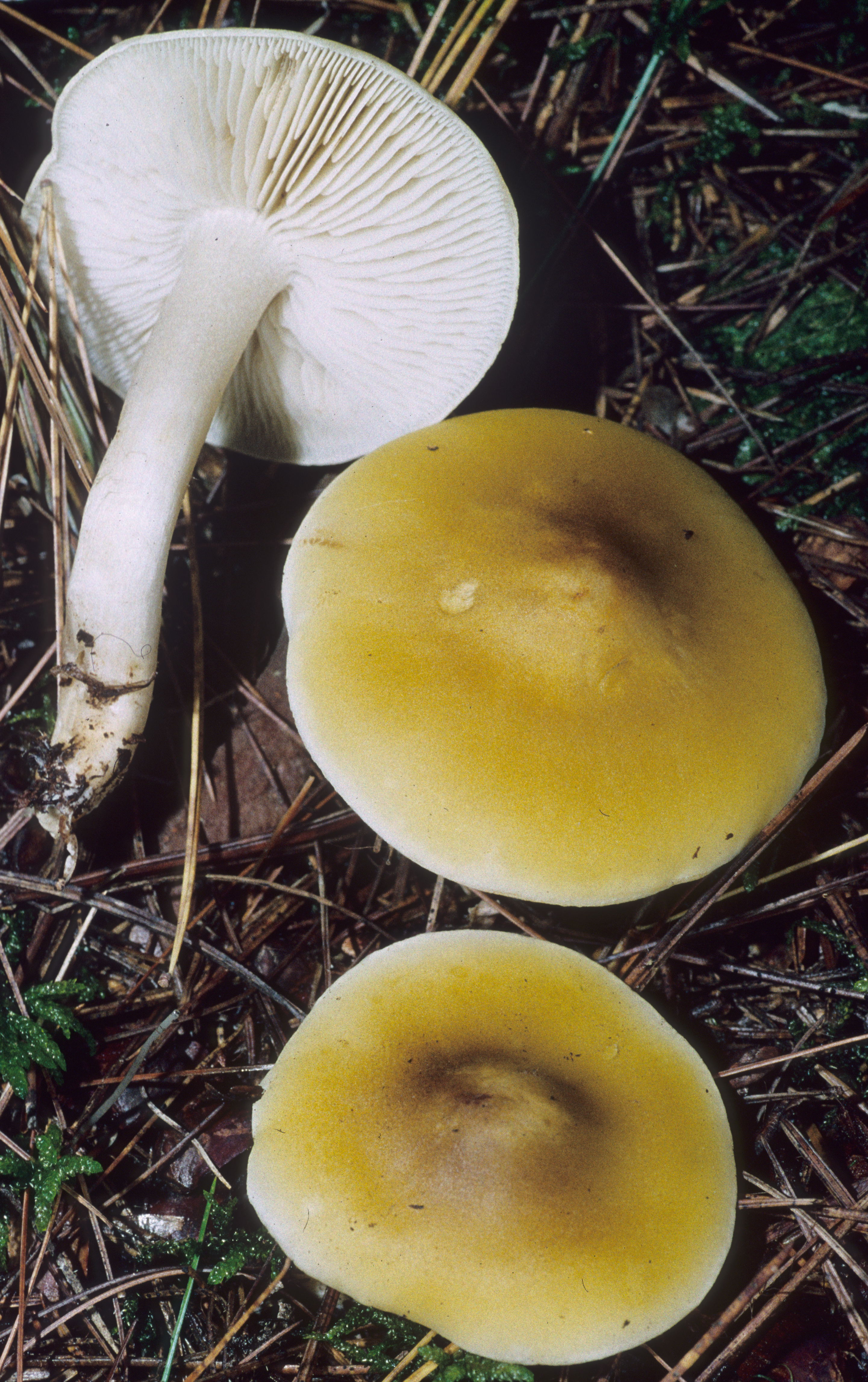
Tricholoma fumosoluteum
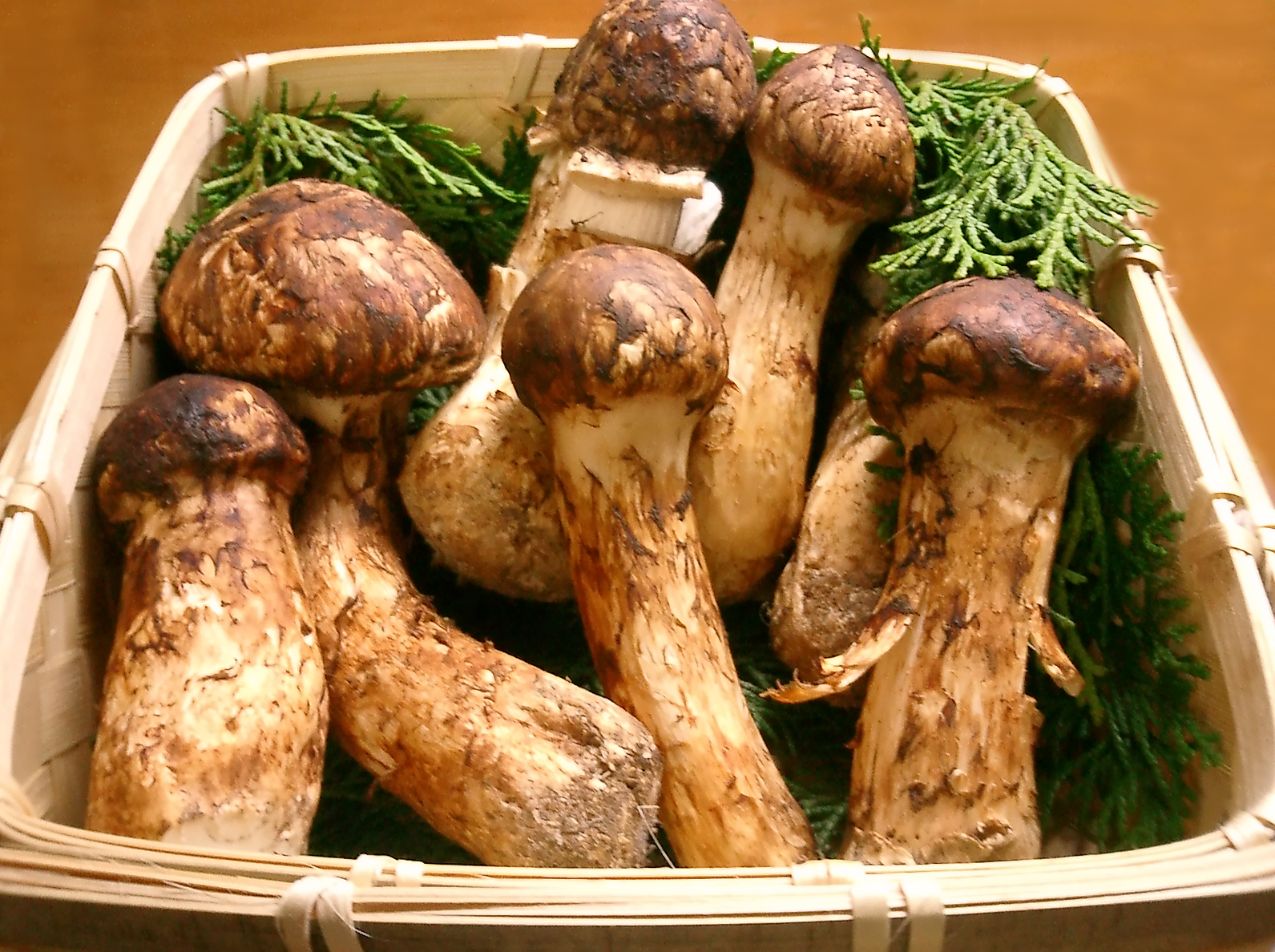
Мацутаке
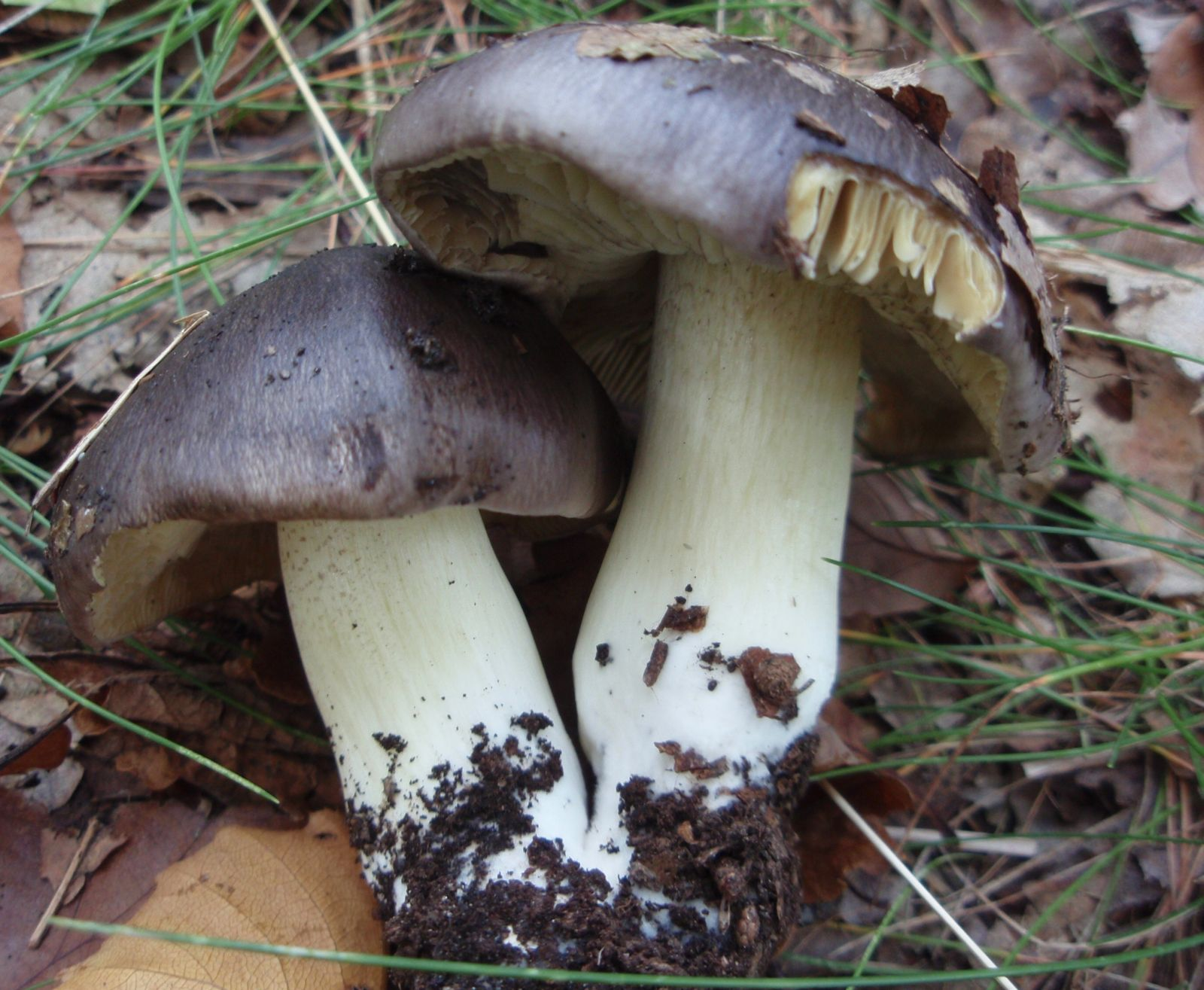
Tricholoma portentosum
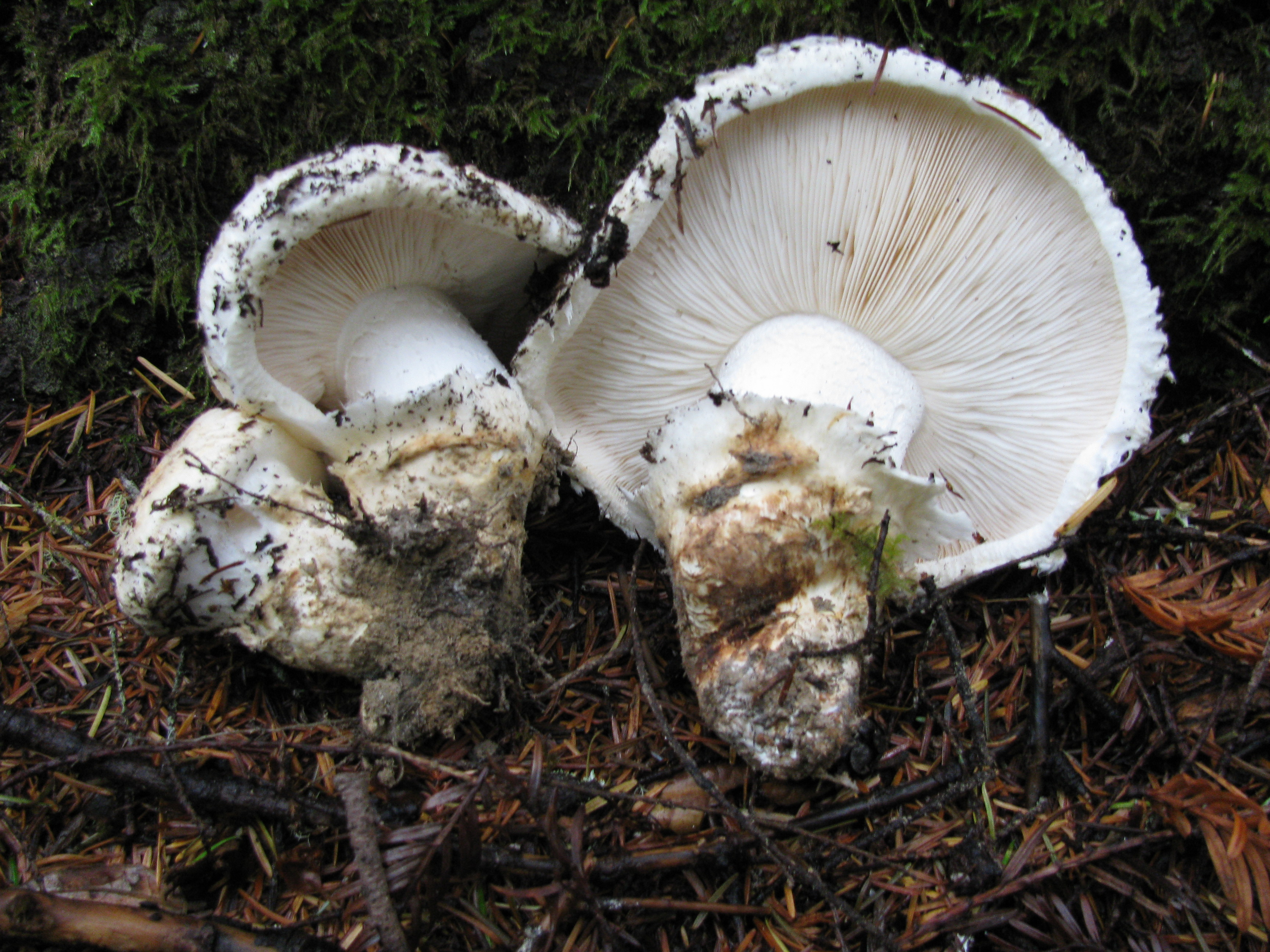
Tricholoma magnivelare